# FC Nitra
Nitra é uma equipe eslovaca de futebol com sede em Nitra. Disputa a primeira divisão de Eslováquia (Campeonato Eslovaco de Futebol).
Seus jogos são mandados no Štadión pod Zoborom, que possui capacidade para 11.384 espectadores.

## História
O Nitra foi fundado em 1909.

## Elenco
Última atualização: 07 de março de 2015
Nota: Bandeiras indicam equipe nacional, conforme definido pelas regras de elegibilidade da FIFA. Os jogadores podem ter mais de uma nacionalidade não-FIFA.
| N.º |            | Posição | Jogador                   |
| --- | ---------- | ------- | ------------------------- |
| 2   | Eslováquia | D       | Marián Kolmokov           |
| 5   | Eslováquia | D       | Pavol Grman               |
| 6   | Eslováquia | D       | Marek Kostoláni (capitão) |
| 7   | Eslováquia | A       | Matúš Paukner             |
| 8   | Eslováquia | M       | Peter Petráš              |
| 9   | Eslováquia | M       | Jozef Urblík              |
| 10  | Eslováquia | M       | Filip Moravčík            |
| 11  | Eslováquia | A       | Šimon Šmehýl              |
| 12  | Eslováquia | M       | Miloš Fábry               |
| 13  | Eslováquia | M       | René Kotrík               |
| 14  | Eslováquia | M       | Filip Petráni             |

| N.º |            | Posição | Jogador          |
| --- | ---------- | ------- | ---------------- |
| 15  | Eslováquia | M       | Andrej Ivančík   |
| 16  | Eslováquia | A       | Matúš Bartošek   |
| 17  | Eslováquia | M       | Michal Rakovan   |
| 18  | Eslováquia | D       | Marek Dubeň      |
| 19  | Eslováquia | A       | Henrich Benčík   |
| 23  | Eslováquia | M       | Tomáš Drgoňa     |
| 24  | Eslováquia | M       | Patrik Kemlage   |
| 26  | Eslováquia | D       | Igor Kotora      |
| 33  | Eslováquia | G       | Richard Stránsky |
| 35  | Eslováquia | G       | Patrik Hipp      |
| 39  | Eslováquia | D       | Ján Harbuľák     |

## Títulos
- Segunda Divisão Eslovaca: 1994–95, 1997–98, 2004–05